# Inglisia malvacearum
Inglisia malvacearum är en insektsart som beskrevs av Cockerell 1898. Inglisia malvacearum ingår i släktet Inglisia och familjen skålsköldlöss.
Artens utbredningsområde är USA och Mexiko. Inga underarter finns listade i Catalogue of Life.